# Куніґамі (Окінава)
Куніґа́мі (яп. 国頭村, くにがみそん, МФА: [kuɲigamʲi soɴ]?) — село в Японії, в повіті Куніґамі префектури Окінава.   Площа становить 194,82 км². Станом на 1 липня 2012 року населення складало 5057  осіб, густота населення — 26 осіб/км².   
Протягом 1429—1871 років територія села входила до складу Рюкюської держави. 1871 року остання була перетворена на японський автономний уділ Рюкю. 1879 року цей уділ анексувала Японська імперія, яка перетворила його на префектуру Окінава.

## Клімат
Село знаходиться у зоні, котра характеризується вологим субтропічним кліматом. Найтепліший місяць — липень із середньою температурою 27.8 °C (82 °F). Найхолодніший місяць — січень, із середньою температурою 15.6 °С (60 °F).
| Клімат Куніґамі         | Клімат Куніґамі | Клімат Куніґамі | Клімат Куніґамі | Клімат Куніґамі | Клімат Куніґамі | Клімат Куніґамі | Клімат Куніґамі | Клімат Куніґамі | Клімат Куніґамі | Клімат Куніґамі | Клімат Куніґамі | Клімат Куніґамі | Клімат Куніґамі |
| Показник                | Січ.            | Лют.            | Бер.            | Квіт.           | Трав.           | Черв.           | Лип.            | Серп.           | Вер.            | Жовт.           | Лист.           | Груд.           | Рік             |
| Середній максимум, °C   | 18              | 18              | 20              | 22              | 25              | 28              | 31              | 30              | 29              | 27              | 23              | 20              | 24              |
| Середня температура, °C | 16              | 16              | 17              | 20              | 23              | 25              | 28              | 28              | 27              | 25              | 21              | 18              | 22              |
| Середній мінімум, °C    | 13              | 14              | 15              | 18              | 21              | 23              | 26              | 26              | 25              | 22              | 19              | 15              | 19              |
| Норма опадів, мм        | 185             | 167             | 213             | 230             | 322             | 417             | 205             | 322             | 344             | 243             | 191             | 147             | 2986            |
| ----------------------- | --------------- | --------------- | --------------- | --------------- | --------------- | --------------- | --------------- | --------------- | --------------- | --------------- | --------------- | --------------- | --------------- |
| Джерело: Weatherbase    |                 |                 |                 |                 |                 |                 |                 |                 |                 |                 |                 |                 |                 |